# راک ران (آلاباما)
راک ران (به انگلیسی: Rock Run) یک منطقهٔ مسکونی در ایالات متحده آمریکا است که در شهرستان چروکی، آلاباما واقع شده‌است. راک ران ۲۲۳٫۱۲ متر بالاتر از سطح دریا واقع شده‌است.